# Виборчий округ 94
Виборчий округ 94 — виборчий округ в Київській області. В сучасному вигляді був утворений 28 квітня 2012 постановою ЦВК №82 (до цього моменту існувала інша система виборчих округів). Окружна виборча комісія цього округу розташовується в Обухівському районному центрі культури та дозвілля за адресою м. Обухів, вул. Київська, 117.
До складу округу входять міста Васильків і Обухів, Васильківський і Обухівський райони. Виборчий округ 94 межує з округом 91 на заході і на північному заході, з округом 95 і округом 91 на півночі, з округом 211 на північному сході, з округом 98 на сході, з округом 93 на південному сході та з округом 92 на півдні. Виборчий округ №94 складається з виборчих дільниць під номерами 320278-320341, 320737-320774, 321271-321288, 321323-321337 та 321417.

## Народні депутати від округу
| Ім'я                              | Фото | Партія          | Скликання | Дата набуття повноважень | Дата припинення повноважень |
| --------------------------------- | ---- | --------------- | --------- | ------------------------ | --------------------------- |
| Бадаєв Руслан Геннадійович        |      | Партія регіонів | 7-ме      | 15 січня 2014            | 27 листопада 2014           |
| Романюк Віктор Миколайович        |      | Народний фронт  | 8-ме      | 27 листопада 2014        | 29 серпня 2019              |
| Дубінський Олександр Анатолійович |      | Слуга народу    | 9-те      | 29 серпня 2019           |                             |

## Результати виборів

### Парламентські

#### 2019
Парламентські вибори 21 липня 2019 року на виборчому окрузі №94 відзначились скандалом, коли у переддень голосування окружна виборча комісія за підробним поданням нібито від партії «Самопоміч» замінила 183 члени дільничних виборчих комісій від цієї партії на людей ніяк не пов'язаних із нею (деякі джерела стверджують що замінили на людей пов'язаних із Ігорем Кононенко), при цьому сама «Самопоміч» дізналась про це пост-фактум. Того ж дня партія потребувала від ОВК №94 замінити новопризначених членів ДВК на тих, хто дійсно представляє партію. На засіданні 20 липня ОВК це питання не розглядала, тому «Самопоміч» звернулась із скаргою до Центральної виборчої комісії, і та зобов'язала ОВК №94 розглянути це питання, що і було зроблено вранці дня голосування, 21 липня, хоча результатом цього розгляду стала відмова. Пізніше, вже вдень окружна виборча комісія зібралась на екстренне засідання, на якому все ж задовольнила клопотання партії «Самопоміч».

Кандидати-мажоритарники:
- Дубінський Олександр Анатолійович (Слуга народу)
- Кононенко Ігор Віталійович (самовисування)
- Ільєнко Лариса Олександрівна (Батьківщина)
- Оксаніченко Анна Володимирівна (Голос)
- Дронов Сергій Сергійович (самовисування)
- Дубинський Вадим Володимирович (самовисування)
- Романюк Віктор Миколайович (самовисування)
- Мазепа Сергій Володимирович (Опозиційна платформа — За життя)
- Задорожний Сергій Анатолійович (самовисування)
- Тимченко Володимир Костянтинович (Радикальна партія)
- Гридько Олексій Олександрович (Свобода)
- Сабащук Юрій Миколайович (самовисування)
- Новосельцев Жан Вадимович (самовисування)
- Дубинський Максим Миколайович (самовисування)
- Давітідзе Паата Гурамович (Самопоміч)
- Олкова-Михницька Агнеса Вячеславівна (самовисування)
- Неділько Микола Миколайович (Рух нових сил)
- Свічинський Сергій Семенович (самовисування)
- Поповіченко Олександр Михайлович (Сила людей)
- Кононко Олександр Олександрович (Патріот)
- Кононенко Олексій Федорович (самовисування)
- Мосійчук Ігор Володимирович (самовисування)
- Голобородько Павло Віталійович (самовисування)
- Кацімон Тетяна Миколаївна (Опозиційний блок)
- Кононенко Артур Романович (самовисування)
- Лірник Гліб Андрійович (самовисування)
- Ярошевич Євгеній Андрійович (самовисування)
- Зерницький Дмитро Андрійович (самовисування)
- Зайцев Богдан Олександрович (УДАР)
- Тимошенко Володимир Анатолійович (самовисування)
- Бугаков Ярослав Сергійович (самовисування)
- Дейнека Олег Володимирович (самовисування)
- Підгурський Микола Миколайович (самовисування)
- Липовецький Олексій Анатолійович (самовисування)
- Ляхович Володимир Сергійович (самовисування)
- Садовнік Володимир Вячеславович (самовисування)
- Куксін Євгеній Вікторович (самовисування)
- Тимощук Олександр Володимирович (самовисування)
- Недоляк Олександр Богданович (самовисування)
- Сидоренко Владислав Ігорович (самовисування)
- Січевий Денис Валерійович (самовисування)

#### 2014
Кандидати-мажоритарники:
- Романюк Віктор Миколайович (1975 р.н.) (Народний фронт)
- Лірник Гліб Андрійович (Блок Петра Порошенка)
- Козирєв Павло Генріхович (самовисування)
- Веремейчик Віктор Петрович (Батьківщина)
- Ковальчук Наталія Леонідівна (Правий сектор)
- Дегтяр Анатолій Петрович (самовисування)
- Романюк Віктор Миколайович (1983 р.н.) (самовисування)
- Заліщук Людмила Павлівна (Комуністична партія України)
- Андрушко Юрій Володимирович (самовисування)
- Демченко Олександр Анатолійович (Справедливість)
- Варес Костянтин Лембітович (Сильна Україна)
- Ляхович Володимир Сергійович (Опозиційний блок)
- Довгаль Петро Анатолійович (самовисування)
- Джулай Владислав Михайлович (Ліберальна партія України)
- Берднікович Максим Михайлович (самовисування)
- Нечепорук Михайло Миколайович (самовисування)
- Жумар Анна Володимирівна (самовисування)
- Кучеренко Володимир Михайлович (самовисування)
- Скосар Ігор Євгенійович (самовисування)
- Жумар Геннадій Володимирович (самовисування)

#### 2012
Кандидати-мажоритарники:
- Бадаєв Руслан Геннадійович (самовисування)
- Лозовой Андрій Сергійович (Радикальна партія)
- Кармазін Юрій Анатолійович (самовисування)
- Романюк Віктор Миколайович (самовисування)
- Ткаченко Валерій Валентинович (Комуністична партія України)
- Воронін Дмитро Олександрович (Партія відродження села)
- Пацало Лідія Миколаївна (самовисування)
- Кузьменко Валерій Володимирович (самовисування)
- Цимбалюк Тетяна Михайлівна (Жінки за майбутнє)
- Власенко Сергій Володимирович (самовисування)
- Бондар Олег Васильович (самовисування)
- Луценко Наталія Вікторівна (Русь Єдина)
- Цицюра Володимир Іванович (самовисування)
- Кищенко Віталій Васильович (Соціалістична Україна)
- Попович Олександр Валерійович (Козацька слава)
- Літинський Сергій Іванович (самовисування)
- Кушнєрьов Валентин Миколайович (Зелена екологічна партія України «Райдуга»)
- Тільна Олена Степанівна (Демократична партія угорців України)
- Пушилін Денис Володимирович (Ми Маємо Мету)
- Переяславська Ніна Станіславівна (самовисування)
- Гладкий Микола Васильович (Народно-демократична партія патріотів України)
- Герасименко Людмила Миколаївна (самовисування)
- Ігнатов Сергій Васильович (самовисування)
- Корнюх Анастасія Олегівна (самовисування)
- Федорович Олена Миколаївна (самовисування)
- Зеленько-Розумівський Іван-Зореслав Іванович (самовисування)
- Назарчук Юлія Василівна (самовисування)
- Осипенко Сергій Леонідович (Союз анархістів України)
- Павленко Юрій Анатолійович (Соціал-Патріотична Асамблея Слов’ян)
- Семерак Остап Михайлович (самовисування)
- Хомін Андрій Сергійович (самовисування)
- Савенко Вадим Анатолійович (Родіна)
- Рибальченко Сергій Миколайович (самовисування)
- Радь Василь Юрійович (Політична партія малого і середнього бізнесу України)
- Мєлідіс Ірина Юріївна (самовисування)
- Рудь Олексій Євгенович (самовисування)
- Підгурський Микола Миколайович (самовисування)
- Рогінський Юрій Валерійович (самовисування)

## Явка
Явка виборців на окрузі: